# Méduse et le Singe

Méduse et le Singe est un conte du Moyen Âge qui court encore dans les maisons au Japon.

## Le conte
En des temps très anciens, la méduse était un poisson comme les autres doté d'un squelette, de nageoires et d'une queue.
Un jour, le roi des mers la chargea de lui rapporter un singe vivant dont le foie frais servirait à guérir la reine mourante.
Il fallait user de savants stratagèmes pour convaincre le singe de se rendre au Royaume des mers et la pauvre méduse était sincère et stupide.
Elle alla donc trouver le singe et le pria de venir avec elle au fond des océans. Chemin faisant, elle lui avoua qu'on lui retirerait son foie destiné à opérer une guérison miraculeuse.
En entendant cela, le singe bondit sur un arbre et, de branche en branche retourna chez lui.
Le roi des mers, furieux, roua la méduse de coups jusqu'à ce qu'elle ne fut plus qu'une masse gélatineuse informe et molle comme on la connaît aujourd'hui.